# Nemanjić

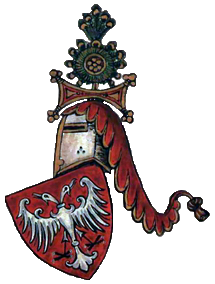
L'Aigle à deux têtes de la dynastie des Nemanjic 1166, sur un bouclier de chevalier serbe.

Nemanjić prononcé en français : /nɛmaɲitʃ/, en serbe cyrillique Немањић, est une dynastie serbe du Moyen Âge, originaire de Herzégovine et de la Zeta (aujourd'hui le Monténégro), et fondée par Stefan Nemanja, prince de Rascie à partir de 1166. Elle commença par régner sur la Rascie (l'un des noms sous lequel était connu la Serbie médiévale, l'autre étant aussi Servia) (le Sandjak actuel), puis  s'étendit progressivement, pour  englober sous l'empereur Stefan Uroš IV Dušan le territoire actuel de la Serbie, du Monténégro, de l'Herzégovine, du Kosovo, de l'Albanie, de Macédoine et de la Grèce du Nord (Macédoine, Épire). La dynastie des Nemanjić s'éteignit en 1377 avec Stefan X Uroš V, même si Tvrtko Ier Kotromanić, premier roi de Bosnie « et des Serbes », comptait des Nemanjić parmi ses ascendants.
Saint Sava saint patron de la Serbie est aussi un Nemanjić.

## Maison des Nemanjić
- Grand-prince Stefan Nemanja (1166-1196) ;
- Roi Stefan Ier Nemanjić, grand prince (1196-1217), roi (1217-1228) (avec une interruption de règne) ;
- Roi Stefan Radoslav, roi de Serbie (1228-1234) ;
- Roi Stefan Vladislav, roi de Serbie (1234-1243) ;
- Roi Stefan Uroš Ier, roi de Serbie (1243-1276) ;
- Roi Stefan Dragutin, roi de Serbie (1276-1282), puis roi de Syrmie ;
- Roi Stefan Uroš II Milutin, roi de Serbie (1282-1321) ;
- Roi Stefan Vladislav II (1321-1325), roi de Syrmie, et roi de Serbie non reconnu ;
- Roi Stefan Uroš III Dečanski, roi de Serbie (1321-1331) ;
- Empereur Stefan Uroš IV Dušan, roi de Serbie (1331-1346), empereur des Serbes, Bulgares et des Grecs (1346-1355) ;
- Empereur Stefan Uroš V le Faible, empereur de Serbie (1355-1371).

## Arbre généalogique

Dynastie serbe des Nemanjić.

- Stefan Nemanja (vers 1113-1199), grand-prince de Serbie
  - Vukan Nemanjić (mort vers 1208), anti-grand-prince de Serbie, roi de Dioclée
    - Đorđe, roi de Dioclée
    - Stefan, fondateur du monastère de Morača
    - Dmitar ou David, fondateur du monastère de Davidovica
      - Vratislav
        - Vratko (« Jug Bogdan »)
          - Milica de Nemanja, épouse Lazar Hrebeljanović
            - Dynastie Lazarević

  - Stefan Ier Nemanjić (vers 1165-1228), grand-prince puis roi de Serbie
    - Stefan Radoslav (vers 1192-1234), roi de Serbie
    - Stefan Vladislav (vers 1198-1243), roi de Serbie
    - Stefan Predislav (saint Sava II) (vers 1201-1271), archevêque de Serbie
    - Komnena, épouse Dimitri Progoni puis Gregorios Kamonas
    - Stefan Uroš Ier (vers 1223-1277), roi de Serbie
      - Stefan Dragutin (mort en 1316), roi de Serbie
        - Stefan Vladislav II (vers 1280-1325), antiroi de Serbie
        - Jelitsava (morte en 1331), épouse Étienne Ier Kotroman, ban de Bosnie
          - Dynastie Kotromanić

      - Stefan Uroš II Milutin (vers 1253-1321), roi de Serbie
        - Stefan Konstantin (vers 1282-1322), roi de Serbie
        - Stefan Uroš III Dečanski (vers 1284-1331), roi de Serbie
          - Stefan Uroš IV Dušan (vers 1308-1355), roi puis empereur de Serbie
            - Stefan Uroš V (vers 1336-1371), empereur de Serbie

          - Siméon Uroš (vers 1326-1370), despote d'Épire et de Thessalie
            - Jovan Uroš (mort vers 1422-1423), despote de Thessalie
            - Stefan Uroš, prince de Pharsale
            - Maria, épouse Thomas Preljubovic, despote d'Épire

          - Jelena, épouse Mladen III Šubić
          - Teodora-Evdokija, épouse Dejan
            - Famille Dejanović

        - Ana-Neda, épouse Mikhail III Chichman Asen

  - Rastko Nemanjić (saint Sava) (vers 1169-1236), archevêque de Serbie
  - Jefimija, épouse Manuel Comnène Doukas, empereur de Thessalonique